# Dion Knelsen
Dion Knelsen, född 4 januari 1989 i Three Hills, Alberta, är en kanadensisk professionell ishockeyspelare som spelar för Rapperswil-Jona Lakers i NLB.